# La Dame de Monte-Carlo (film)
Pour l’article homonyme, voir La Dame de Monte-Carlo.
Pour plus de détails, voir Fiche technique et Distribution.
La Dame de Monte-Carlo est un court métrage français produit et réalisé en 1979 par Dominique Delouche.

## Synopsis
Sur les bords de Seine et dans le métro aérien, au bord du Canal Saint-Martin, sur le Boulevard de Belleville et dans la salle Wagram, Édith Stockhausen chante La Dame de Monte-Carlo, un poème de Jean Cocteau sur une musique de Francis Poulenc.

## Fiche technique
- Titre : La Dame de Monte-Carlo
- Réalisation et production : Dominique Delouche
- Scénario : tiré de La Dame de Monte-Carlo monologue pour soprano et orchestre de Francis Poulenc, sur un poème de Jean Cocteau (1936), créé en 1961 à l'Opéra de Monte-Carlo par sa dédicataire Denise Duval
- Directeur de la photographie : Henri Alekan
- Musique : Francis Poulenc, interprétée au piano par Jean-Claude Ambrosini
- Décors et costumes : Élisabeth Saurel
- Société de production et de distribution : Les Films du Prieuré
- Tournage : à Paris (Bords de Seine, métro aérien, Boulevard de Belleville, Canal Saint-Martin, Salle Wagram)
- Pays de production :  France
- Langue : français
- Genre : opéra filmé
- Format : négatif et positif : 35 mm- 1,85:1
- Durée : 9 minutes
- Dates de sortie :
  - France : mai 1979 (Festival de Cannes, compétition courts métrages)
  - France : 22 novembre 1981 (TV, Fr3)
  - États-Unis : mai 1988 (French Alliance, New York)

## Distribution
- Edith Stockhausen : la dame de Monte-Carlo[2]

Edith Stockhausen (1928-2007) est une comédienne et chanteuse lyrique (soprano) que Dominique Delouche avait entendu réciter le monologue dans un café littéraire. Elle n'a rien en commun avec le compositeur dodécaphoniste Karlheinz Stockhausen. Elle chante notamment en 1971 les Monodies de Georges Migot sur des poèmes de Tristan Klingsor dits par Jean Topart, en 1975 au théâtre Essaïon avec Jean Wiéner au piano dont elle enregistre sous l'égide de l'ORTF les Chantefleurs sur les poèmes de Robert Desnos et les Chantefables pour enfants sages avec le baryton Xavier Depraz, participe en 1987 à la Petite chronique du Montparnasse 14-18 qui a donné lieu en 2007 à la série documentaire de Jean-Marie Drot Les Heures chaudes de Montparnasse. Denise Duval, avec laquelle Dominique Delouche avait tourné La Voix humaine en 1970 ne chantait plus et avait difficilement accepté d'interpréter le rôle en play-back. L'expérience n'a pas été renouvelée en 1979 et le choix du réalisateur s'est ainsi porté sur Edith Stockausen pour La Dame de Monte-Carlo.

## Autour du film
Le film est numérisé avec l'aide du CNC en 2014. 
Jean Cocteau écrivit le texte en 1936 pour Marianne Oswald. La chanteuse la mit à son répertoire, l'interprétant dans des cabarets littéraires.